# Noureen DeWulf
Noureen Ahmed, conocida profesionalmente como Noureen DeWulf (Nueva York, 28 de febrero de 1984) es una actriz estadounidense de origen indio que inició su carrera en el papel de Lacey en la comedia televisiva Anger Management. Obtuvo reconocimiento internacional por su papel en películas como West Bank Story (2005), Ghosts of Girlfriends Past (2009) y The Back-up Plan (2010). En marzo de 2015, DeWulf se unió al reparto del programa de telerrealidad Hockey Wives, donde relató su vida junto a su esposo Ryan Miller, un jugador de la NHL.

## Primeros años y estudios
DeWulf nació como Noureen Ahmed en la ciudad de Nueva York, hija de padres de la etnia india guyaratí que emigraron a los Estados Unidos desde Pune, la séptima ciudad más grande de la India. Fue criada en Stone Mountain en Georgia. Tiene dos hermanas, la mayor de ellas, Aziza, es docente de leyes en la Universidad del Nordeste en Boston, y la menor, Sara, ejerce la abogacía en San Francisco.
Noureen ingresó en la Escuela de Artes de la Universidad de Boston y estudió además relaciones internacionales y teatro. Tras obtener su titulación, se trasladó a Los Ángeles para iniciar una carrera en el mundo de los medios. Habla con fluidez los idiomas hindi, urdú y guyaratí.

## Carrera
DeWulf inició su carrera apareciendo en el cortometraje ganador de un Premio Óscar West Bank Story, donde interpretó el papel principal de Fátima, una bailarina y cantante palestina que se enamora perdidamente de un soldado israelí. Ha estado trabajando en producciones cómicas principalmente desde entonces. Entre 2009 y 2011 interpretó papeles recurrentes en series como Outsourced, Hawthorne y The Hard Times of RJ Berger, además de aparecer en la miniserie de Lifetime Maneater.
Ha participado en varios largometrajes que han tenido éxito de taquilla, como Ocean's Thirteen (2007) y The Back-up Plan (2010). Protagonizó junto a Matthew McConaughey la comedia romántica Ghosts of Girlfriends Past (2009) y actuó al lado de Jeremy Piven en The Goods: Live Hard, Sell Hard (2009). Protagonizó The Taqwacores (2010), cinta que vio su estreno en el Festival de Cine de Sundance y coprotagonizó con Charlie Sheen la comedia de situación Anger Management, estrenada el 28 de junio de 2012 en el Canal FX y finalizada en diciembre de 2014. Ese mismo año, DeWulf ganó el premio a la mejor actriz en el festival de cine Comedy Ninja por su actuación en la película independiente Coffee, Kill Boss. 
En 2014, DeWulf ocupó la casilla #93 en la lista "Hot 100" de la revista Maxim por segunda vez (la primera vez que apareció en la lista fue en 2007) como una de las mujeres más hermosas del planeta, según los lectores de la revista. En 2009 fue incluida en la lista "Top 30 under 30" de la revista Nylon. Adicionalmente, DeWulf ha aparecido en las páginas de publicaciones como Details, Men's Health, Zink, Giant y Complex. En 2015 la actriz se unió al elenco del programa de telerrealidad Hockey Wives, que relata las historias de los jugadores profesionales de hockey y la relación con sus esposas.

## Plano personal
En junio de 2000, la actriz se casó con el artista experimental James DeWulf. Mientras estuvo casada con el artista, Noureen empezó a usar su apellido como nombre artístico. La pareja se divorció en 2010, diez años después de su matrimonio. En la actualidad, la actriz todavía utiliza el mismo nombre artístico.
El 3 de septiembre de 2011, DeWulf se casó con el jugador de hockey profesional Ryan Miller en Los Ángeles. La pareja tiene un hijo llamado Bodhi Ryan (nacido en 2015).

## Filmografía

### Cine
| Año  | Título                                             | Papel                  | Notas        |
| ---- | -------------------------------------------------- | ---------------------- | ------------ |
| 2004 | Happy Birthday                                     |                        | Cortometraje |
| 2005 | West Bank Story                                    | Fatima                 | Cortometraje |
| 2006 | American Dreamz                                    | Shazzy Riza            |              |
| 2006 | National Lampoon's Pledge This!                    | Poo Poo                |              |
| 2007 | Americanizing Shelley                              | Littly J. Singh        |              |
| 2007 | Ocean's Thirteen                                   | Mujer en la exposición |              |
| 2007 | The Comebacks                                      | Jizminder Featherfoot  |              |
| 2008 | Killer Pad                                         | Delilah                |              |
| 2008 | Pulse 2: Afterlife                                 | Salwa Al Hakim         |              |
| 2008 | Pulse 3: Invasion                                  | Salwa Al Hakim         |              |
| 2009 | The Strip                                          | Maliah                 |              |
| 2009 | Ghosts of Girlfriends Past                         | Melanie                |              |
| 2009 | The Goods                                          | Heather                |              |
| 2010 | The Taqwacores                                     | Rabeya                 |              |
| 2010 | El plan B                                          | Daphne                 |              |
| 2010 | The 41 Year Old Virgin                             | Kim                    |              |
| 2011 | Breakaway                                          | Reena Singh            |              |
| 2012 | The Babymakers                                     | Bride                  |              |
| 2012 | Zambezia                                           | Pavi                   |              |
| 2013 | How to Be A Terrorist: In Hollywood with Abu Nazir |                        | Cortometraje |
| 2013 | Coffee, Kill Boss                                  | Temp                   |              |
| 2014 | They Came Together                                 | Melanie                |              |
| 2016 | Chee and T                                         | Shana                  |              |
| 2017 | Bad Match                                          | Terri Webster          |              |
| 2018 | When We First Met                                  | Margo                  |              |
| 2019 | Endings, Beginnings                                | Noureen                |              |
| 2020 | The Wedding Year                                   |                        |              |
| 2020 | Donny's Party                                      | Madre de Hannah        |              |
| 2020 | Wheels of Fortune                                  | Mandy                  |              |

### Televisión
| Año       | Título                      | Papel             | Notas         |
| --------- | --------------------------- | ----------------- | ------------- |
| 2005      | CSI: NY                     | Matrice Singh     | 1 episodio    |
| 2005      | Girlfriends                 | Jasmine Crane     | 2 episodios   |
| 2006      | Welcome to the Jungle Gym   | Amy               | 1 episodio    |
| 2006      | Mindy and Brenda            | Mindy             | 1 episodio    |
| 2006      | Numbers                     | Santi             | 1 episodio    |
| 2006      | Love, Inc.                  | Tricia            | 1 episodio    |
| 2007      | Revenge                     | Nadia             | 1 episodio    |
| 2008      | Courtroom K                 | Rose Marie Cheeks | 1 episodio    |
| 2008      | Chuck                       | Lizzie            | 1 episodio    |
| 2008      | Welcome to The Captain      |                   | 1 episodio    |
| 2009      | Two Dollar Beer             | Fakhri            | 1 episodio    |
| 2009      | 90210                       | Nika Raygani      | 2 episodios   |
| 2009      | Reno 911!                   | Hot librarian     | 1 episodio    |
| 2009      | Maneater                    | Polo              | 2 episodios   |
| 2010      | 'Til Death                  | Dina              | 1 episodio    |
| 2010–2011 | Hawthorne                   | Judy Pasram       | 5 episodios   |
| 2010      | The Hard Times of RJ Berger | Claire            | 2 episodios   |
| 2011      | Hail Mary                   | Ingrid Collins    | 1 episodio    |
| 2011      | Outsourced                  | Vimi              | 3 episodios   |
| 2011      | Happy Endings               | Molly             | 1 episodio    |
| 2012–2014 | Anger Management            | Lacey             | 100 episodios |
| 2014      | Garfunkel and Oates         | Jennifer          | 1 episodio    |
| 2014      | Over the Garden Wall        | Pumpkin Gal (voz) | 1 episodio    |
| 2015–2016 | Hockey Wives                | Ella misma        | 13 episodios  |
| 2015–2016 | Grandfathered               | Priya             | 2 episodios   |
| 2016      | Square Roots                | Saleena Desai     | Telefilme     |
| 2016      | Hell's Kitchen              | Ella misma        | 2 episodios   |
| 2016      | Life in Pieces              | Dionne            | 1 episodio    |
| 2018      | Living Biblically           | Emily             | 1 episodio    |
| 2018      | All Night                   | Sra. Lewis        | 5 episodios   |

### Web
| Año       | Título                       | Papel  | Notas        |
| --------- | ---------------------------- | ------ | ------------ |
| 2012      | First Dates with Toby Harris | Sarah  | 1 episodio   |
| 2012–2013 | Burning Love                 | Titi   | 10 episodios |
| 2014      | Kiss Her I'm Famous          | Hannah | 2 episodios  |